# Milan Škoda
Pour les articles homonymes, voir Škoda.
Milan Škoda, né le 16 janvier 1986 dans le quartier de Vinohrady de Prague en Tchécoslovaquie, est un footballeur international tchèque, qui évolue au poste d'attaquant au Çaykur Rizespor.

## Biographie

### Carrière en club
Le 21 février 2015, il inscrit un triplé en Synot liga sur la pelouse du Slovan Liberec, permettant au Slavia Prague de l'emporter sur le score de 1-3. Il termine la saison avec 19 buts au compteur en championnat, ce qui constitue, à près de 30 ans, la meilleure performance de sa carrière. Cette performance fait de lui le second meilleur buteur du championnat, derrière David Lafata et ses 20 buts.
Le 11 janvier 2020, Škoda signe au club turc du Çaykur Rizespor un contrat de un an et demi.
Pour ses débuts en Süper Lig le 20 janvier, Škoda réalise un doublé contre le Gençlerbirliği SK offrant une victoire 2-0 au Rizespor.

### Carrière internationale
Milan Škoda reçoit 19 sélections et quatre buts avec l'équipe de Tchéquie entre 2015 et 2019. Toutefois, seulement 16 sélections et trois buts sont officiellement reconnues par la FIFA. 
Il est convoqué pour la première fois en équipe de Tchéquie par le sélectionneur national Pavel Vrba, pour un match des éliminatoires de l'Euro 2016 contre l'Islande le 12 juin 2015. Lors de ce match, Milan Škoda entre à la 80e minute de la rencontre, à la place de Lukáš Vácha. Le match se solde par une défaite 2-1 des Tchèques. 
Le 3 septembre 2015, lors de sa deuxième sélection, il inscrit un doublé contre le Kazakhstan, à l'occasion d'un match des éliminatoires de l'Euro 2016. Le match se solde par une victoire 2-1 des Tchèques.
En 2016, il est retenu par le sélectionneur Pavel Vrba afin de participer à la phase finale de l'Euro 2016 organisée en France. Lors de cette compétition, il joue deux matchs, inscrivant un but contre la Croatie.
Il reçoit sa dernière sélection le 22 mars 2019, en amical face à l'Angleterre, qui voit la Tchéquie s'incliner sur le lourd score de 5-0.

## Palmarès
- Avec le Bohemians Prague
  - Champion de Tchéquie de D2 en 2009

- Avec le SK Slavia Prague
  - Champion de Tchéquie en 2017, 2019 et 2020
  - Vice-champion de Tchéquie en 2018
  - Vainqueur de la Coupe de Tchéquie en 2018 et 2019
  - Vainqueur de la Supercoupe tchéco-slovaque en 2019